# Misam
Misam ist der Eigenname des Sterns κ (kappa) Persei im Sternbild Perseus. 
Misam gehört der Spektralklasse K0 an und besitzt eine scheinbare Helligkeit von +3,8m. Er ist etwas über 100 Lichtjahre von der Sonne entfernt.